# Universidade Howard
A Universidade Howard (em inglês:  Howard University), formalmente denominada Howard Normal and Theological School for the Education of Teachers and Preachers ("Escola Normal e Teológica para Educação de Professores e Pastores Howard", em livre tradução) e informalmente HU ou apenas Howard, é uma instituição privada de ensino superior dos Estados Unidos localizada em Washington, D.C. e historicamente destinada para a educação dos negros daquele país (as chamadas faculdades e universidades historicamente negras — em inglês: Historically black colleges and universities, com sigla HBCU), fundada em 2 de março de 1867 e nomeada em homenagem ao general Oliver Otis Howard, considerado um herói da Guerra de Secessão.

## Histórico

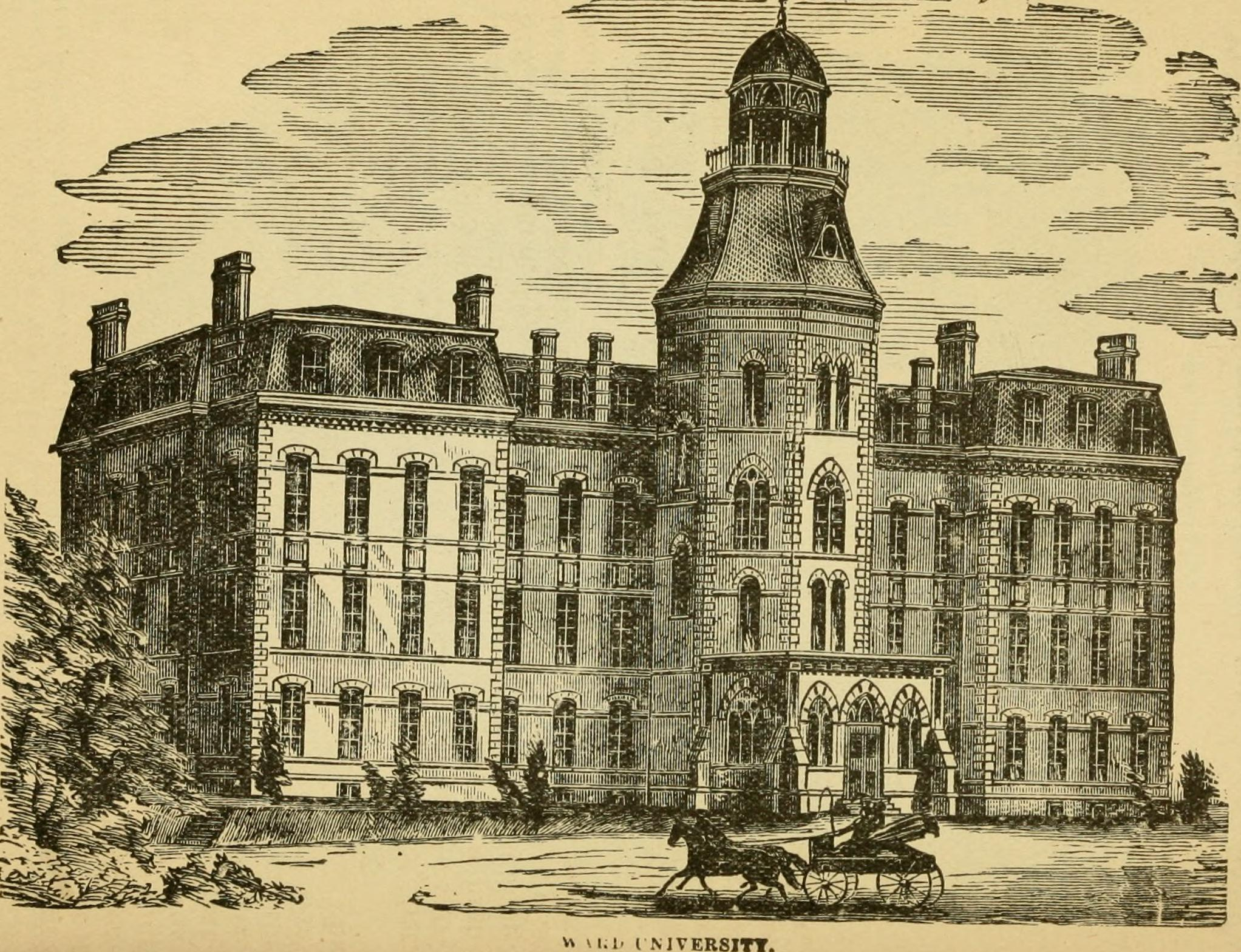
Ilustração do Pavilhão Miner em 1887, nomeado em homenagem a Miss Miner que alfabetizava crianças negras nos tempos da escravidão.

Em 1866, pouco tempo após o término da Guerra Civil Estadunidense, membros da The First Congregational Society of Washington consideraram a criação de um seminário para a formação de clérigos afro-americanos; ao cabo de algumas semanas o projeto foi ampliado para que fosse estabelecida uma universidade e em dois anos a universidade foi constituída com as escolas de artes liberais e de medicina; a nova instituição foi nomeada em homenagem ao general Oliver Otis Howard, na ocasião Comissário do Freedmen's Bureau (formalmente Bureau of Refugees, Freedmen and Abandoned Lands — "Escritório para Refugiados, Libertos e Terras Abandonadas", em livre tradução) e fundador da entidade; Howard presidiu a Universidade entre 1869 e 1874.

## Ex-alunos famosos
Dentre os egressos de Howard estão, entre outros:
- George Washington Williams, historiador, ativista, diplomata, advogado e explorador.[2]
- Thurgood Marshall, ministro da Suprema Corte.[3]
- Douglas Wilder, primeiro afrodescendente a governar um estado dos EUA.[3]
- Toni Morrison, escritora vencedora do Pulitzer e laureada com o Nobel.[3]
- Ruth de Souza, atriz brasileira.[4]
- Kamala Harris, ex-procuradora-geral da Califórnia, ex-senadora,[5] e primeira mulher (e afro-indiana descendente) eleita vice-presidenta dos EUA.[6]
- Chadwick Boseman, ator estadunidense indicado ao Oscar.[7][8]